# Chilone di Patrasso
Chilone di Patrasso (in greco antico: Χίλων Πατρεύς?; Patrasso, 360 a.C. circa – Cheronea?, 338 a.C. o 323 a.C.-322 a.C. ?) è stato un atleta greco antico.

## Biografia
Lottatore nato a Patre (odierna Patrasso), figlio di Chilone, Chilone vinse le gare di lotta nella 112ª e 113ª Olimpiade. Vinse anche quattro volte le gare di lotta nei Giochi istmici, tre volte nei Giochi Nemei e due volte nei Giochi pitici. 
Secondo Pausania, fu ucciso in battaglia (a Cheronea oppure a Lamia).
Lisippo ne fece una statua bronzea ad Olimpia (forse il celebre Apoxyómenos), in seguito portata a Roma e fu fatta posizionare da Agrippa davanti alle Terme. Successivamente l'imperatore Tiberio, su richiesta popolare, la fece riportare nel suo luogo di origine.